# Margret Fusbahn
Margret Fusbahn, née le 14 juillet 1907 à Saint-Gall (Suisse) sous le nom de Rosa Margaretha Billwiller et morte le 12 mars 2001, est une aviatrice allemande. Elle réalise des vols en Europe, remporte des prix lors de meetings aériens et détient un temps le record du monde d'altitude en avion léger en atteignant les 15 900 pieds. Elle réalise également des vols en Afrique.

## Biographie

### Jeunesse
Margret Fusbahn naît à Saint-Gall (Suisse) le 14 juillet 1907 sous le nom de Rosa Margaretha Billwiller. Son prénom est orthographié Margret, Margaretha, Margrit ou Margeret selon les publications de l'époque.
À 16 ans, elle perd son père, entrepreneur dans le textile et hérite d’une fortune. En janvier 1928, Margret Fusbahn épouse l’ingénieur allemand Heinz-Werner Fusbahn et déménage à Heidelberg.

### Aviation

#### Premiers vols en Europe
C'est le 13 mars 1928 que Margret Fusbahn effectue son premier vol (en double commande - instructeur de vol : Weller) à l'école de Böbligen. Dès août 1928 elle fait partie des premières femmes brevetées pilote avec la mention « très bien » et devient la première femme pilote de l'école de Böbligen.
Elle y rencontre l'aviateur Ludwig Werner Fusbahn qui devient son mari. Leur couple est surnommé « le couple volant ».
Elle participe à des meetings aériens, remporte des prix (palier cible, largage de sac postal) surclassant des pilotes renommés de l'époque comme Fritz Siebel ou les frères Hirth (Hellmut Hirth et Wolf Hirth). Le 11 avril 1930, elle porte le record mondial d'altitude sur avion léger en atteignant 15,900 pieds (4,614 m), soit près de 3,000 pieds (900 m) de plus que le record précédent,,.

#### Vols en Afrique
Avec son mari ils vont réaliser en Afrique des vols long-courrier exceptionnels pour l'époque. Entre 1932 et 1933, ils réalisent les vols « abyssins », entre l'Égypte et l'Abyssinie - l'actuelle Éthiopie. L'absence de présence logistique requiert des compétences de mécanicien, même si Margret Fusbahn déclare que la technique lui pose parfois des soucis mais qu'elle reste une pilote dans l'âme. Elle dit « Bien sûr, je sais que les poussoirs de soupapes doivent être dégagés, je sais aussi pourquoi, mais je n'aime pas les régler. Et pourtant, je suis une femme pilote de tout mon cœur, à la seule condition que je reste une femme, avec toutes mes faiblesses. ». Le vol est tellement difficile que les deux pilotes se relaient toutes les 10 minutes.
En 1935 ils relient le Maroc.

### Vie après l'aviation
Margret Fusbahn divorce de Ludwig Werner Fusbahn le 5 avril 1938 et s'installe à Bâle, puis elle épouse un Portugais de 16 ans son ainé qu'elle a connu sur un bateau en revenant d'Afrique. Le couple s'installe à Sintra (Portugal). Elle aura avec lui deux filles, Belizanda en 1942, et sa sœur Hortensia un an plus tard. 
Elle meurt à l’âge de 93 ans, le 12 mars 2001, sous le nom de Rosa Margaretha Rodrigues à Sintra (Portugal).

## Hommage
La ville de Sindelfingen a donné le nom de Margret Fusbahn Straße à une rue du quartier de Flugfeld, situé à l'emplacement de l'ancien terrain d'aviation de Böblingen.